# C1000

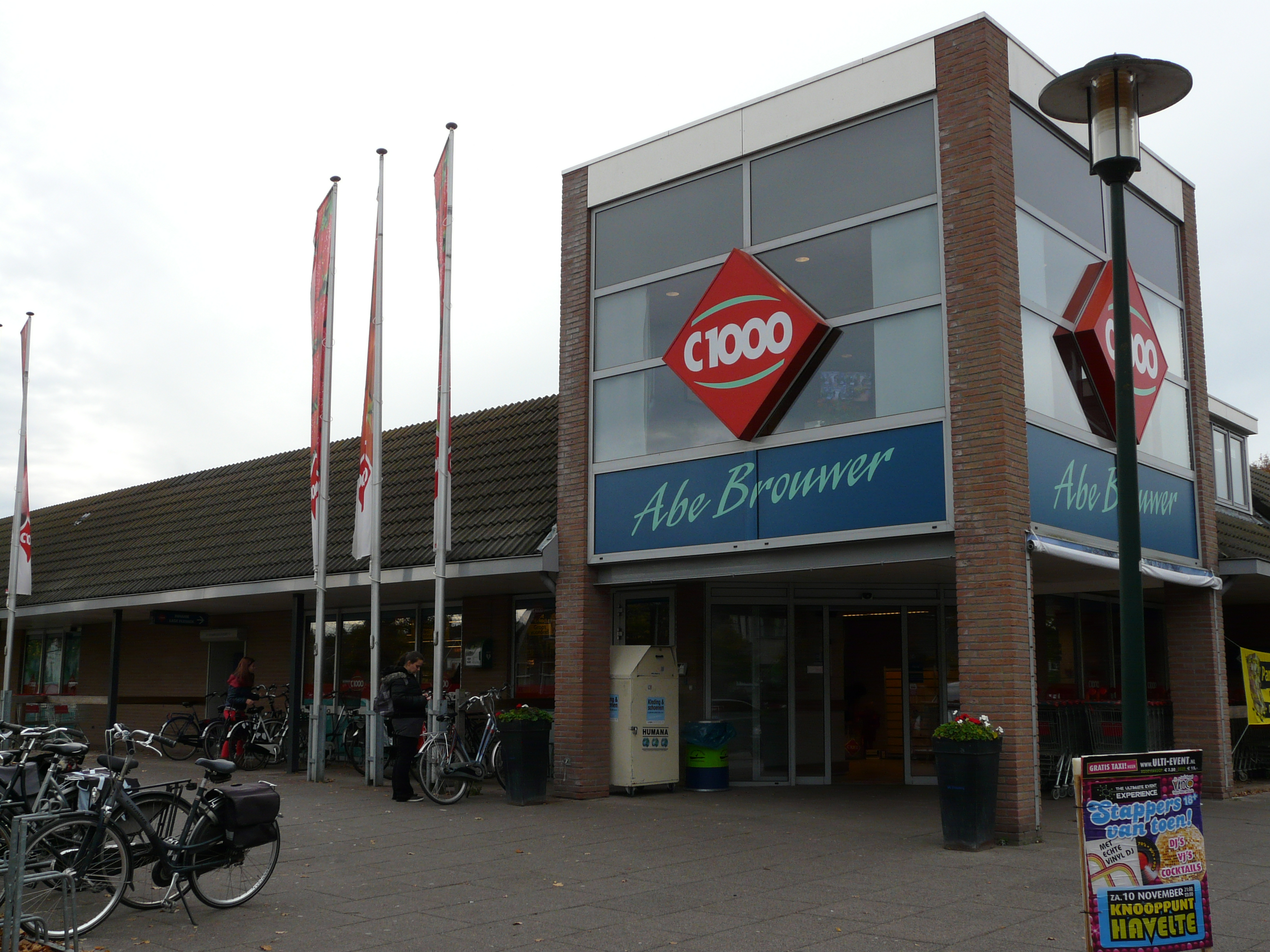
Un supermarché C1000 à Havelte en Drenthe.

C1000 est une chaîne de supermarchés néerlandaise créée en 1981 à Amersfoort, aux Pays-Bas. Elle appartient au groupe Jumbo. La chaîne opère de manière rare pour un supermarché en utilisant le système de franchise.
L'enseigne a été vendue au groupe Jumbo, qui va transformer les supermarchés C1000 en Jumbo. L'enseigne C1000 disparaîtra complètement d'ici 2015.
La chaîne comptait à la fin de 2012 385 magasins, avec une part de marché de 12,1 %. Et à la fin de 2013, le nombre de magasins a diminué à 267 supermarchés. Au début de mai 2014 l'enseigne comptait encore 231 magasins. 

## Histoire
En 1977, le premier magasin C1000 est ouvert à Dokkum, Frise.
Le 23 novembre 2011, il a été annoncé que la chaîne de supermarchés Jumbo reprendra tous les magasins C1000,  à l'exception de quelques-uns qui doivent être vendus à d'autres groupes en raison de la réglementation de la concurrence. En raison de la Jumbo d'acquisition sera la deuxième plus grande chaîne de supermarchés aux Pays-Bas, juste derrière Albert Heijn.